# Edwardsianthus pudicus
Edwardsianthus pudicus is een zeeanemonensoort uit de familie van de Edwardsiidae. De wetenschappelijke naam van de soort is voor het eerst geldig gepubliceerd in 1877 door Klunzinger.